# Christoph Karczewski
Christoph Karczewski (* 7. Dezember 1961 in Lich in Hessen) ist ein deutscher Jurist und seit Anfang 2010 Richter am Bundesgerichtshof. Er ist Vorsitzender des IV. Zivilsenats.

## Leben
Karczewski promovierte 1992 an der Universität Hamburg zum Thema Die Haftung für Schockschäden – eine rechtsvergleichende Untersuchung. Er begann seine juristische Tätigkeit nach dem Abschluss der juristischen Ausbildung als Rechtsanwalt in Hamburg. Nachdem er zwei Jahre anwaltlich tätig gewesen war, begann er 1994 seine richterliche Laufbahn als Richter auf Probe beim Landgericht Lüneburg. Er wurde noch an den Amtsgerichten Winsen (Luhe) und Soltau sowie der Staatsanwaltschaft in Lüneburg eingesetzt. An die Probezeit schloss sich 1997 die Ernennung zum Richter am Landgericht Lüneburg an. Von 1999 bis 2002 wurde er von dort an den Bundesgerichtshof als wissenschaftlicher Mitarbeiter abgeordnet. Während der Zeit wurde er zum Richter am Oberlandesgericht Celle ernannt, wo er nach dem Ende der Abordnung seine richterliche Tätigkeit bis zur Ernennung zum Richter am Bundesgerichtshof zum 1. Januar 2010 fortsetzte. Am Oberlandesgericht in Celle gehörte er dem 8. Zivilsenat an, der sich mit Versicherungsrecht befasste.
Am Bundesgerichtshof wurde er dem IV. Zivilsenat des Bundesgerichtshofes zugewiesen, der vorwiegend für das Versicherungsrecht und Erbrecht zuständig ist. Mit der Ernennung zum Vorsitzenden Richter am 24. Oktober 2022 übernahm er den Vorsitz des IV. Zivilsenats.
Im April 2018 wurde ihm von der Ruhr-Universität Bochum der Titel eines Honorarprofessors verliehen.